# 田島和生
田島 和生（たじま かずお、1937年12月29日 - ）は、日本の俳人。大学時代より俳誌「風」に所属し沢木欣一に師事。2008年に林徹より俳誌「雉」を主宰継承。

## 経歴
石川県加賀市に生まれる。小学５年時、国語教諭に作品を褒められた、という理由で俳句を始める。高校３年時、旺文社主催の高校文芸誌コンクール俳句の部にて山口青邨の入選を受ける。金沢大学文学部哲学科入学後、沢木欣一の俳誌「風」に入会、師事する。楠本憲吉の特選となる。大学卒業後、新聞社に入社。愛媛県にて勤務時、「えひめ歳時記」を2年間連載する。のちに「えひめ俳句歳時記」として出版。1985年、林徹主宰の俳誌「雉」の創刊同人となる。2002年より大峯あきら代表の超結社同人誌「晨」の同人となる。大阪俳句史研究会にも参加する。2005年、第20回俳人協会評論賞を[新興俳人の群像「京大俳句」の光と影]で受賞。2008年、林徹の逝去後、「雉」主宰を継承する。 現在、俳人協会評議員、日本現代詩歌文学館評議員。京都朝日カルチャーセンター俳句講師。

## 作風
即物具象と写生の正統俳句を沢木欣一、林徹より継承。「鵙鳴いて連山は胸ひらきたる」等、奇を衒わず、自分の足元を見据えての作句を続ける。

## 著書
- 『文学に登場した播磨の昨今』　文学昨今刊行の会、1972年
- 『えひめ俳句歳時記』、 1987年
- 句集『青霞』　北陸現代俳句シリーズ　能登印刷出版部、1993年
- 『新興俳人の群像｢京大俳句｣の光と影』　  思文閣出版、2005年
- 句集『鳰の海』　角川書店、2007年
- 『俳句有情』　文学の森、2014年
- 句集『天つ白山』　角川書店、2015年
- 句集『暁紅』東京四季出版、2025年